# 河北足球倶楽部
河北足球倶楽部（漢音読み：中国語: 河北足球俱乐部）は、中華人民共和国の河北省廊坊市をホームタウンとしていたプロサッカークラブ。

## 概要
2010年5月28日に設立した。ホームタウンは河北省廊坊市である。

## 歴史
2010年
河北中基足球倶楽部は河北省サッカー協会と中基地産集団により2010年5月28日に設立された。
2011年
2011年シーズンより中国の3部リーグである中国サッカー・乙級リーグへと参戦した。
2011年はスポンサー名の関係から河北依林山庄の名前で戦ったが北区で5位に終わり甲級リーグへの昇格はならなかった。
2011年11月17日、河北省サッカー協会と中基地産集団の協力関係が解消され、クラブはそれまでのセミプロ形式から中基地産集団が保有するプロサッカークラブの形式を取ることとなり、河北中基足球倶楽部へと名称が変更された。また、河北省サッカー協会が派遣していた選手はクラブを離れることとなった。
2012年
2012年シーズン、河北中基は北区を18勝5分1敗の1位で通過、昇格プレーオフへと進出したが、準決勝で湖北華凱爾にアウェーゴールの差で敗れ昇格はならなかった。
2013年
2013年シーズンは北区を9勝4分1敗の2位で通過、昇格プレーオフでも準決勝で山東滕鼎を2戦合計2-1で破って甲級リーグへの昇格を決めた。
2015年
大手デベロッパーの華夏幸福グループ（China Fortune Land Development）がオーナーとなり、元レアル・マドリード、バルセロナ、セルビア代表などを率いたアンティッチ監督を招聘。豊富な資金を生かして元セルビア代表のミリヤシュ（Nenad Milijaš）、エドゥ、ラーヤブ、元代表キャプテンの杜威らを獲得している。シーズン中の8月に成績不振のためアンティッチを解任し、李鉄監督を招聘し最終的に2位で超級リーグへの昇格を果たした。
2016年
コートジボワール代表のジェルヴィーニョ、アルゼンチン代表のエセキエル・ラベッシ、カメルーン代表エムビアといった代表選手を獲得した。
エセキエルの移籍には5000万ユーロが支払われたと伝えられた。
夏には前年のリーグ得点王アロイージオを山東魯能から獲得した。
2016年8月27日、李鉄監督を解任し、マヌエル・ペレグリーニの監督就任を発表した。
2017年
ユヴェントスからブラジル代表エルナネスを、上海上港からキムジュヨンを獲得した。また中国人最高額の移籍金で張呈棟、更に趙明剣、尹鴻博の現役代表選手3名を獲得し驚かせた。前年からレンタルで加入していた、Jリーグプレイ経験ある高准翼が完全移籍した。リーグ戦は最終戦で敗れ4位に終わった。
2018年
秦皇島市から廊坊市にホームスタジアムを移転。バルセロナからアルゼンチン代表マスチェラーノを獲得した。同年リーグ戦では序盤に低迷しペレグリー二監督辞任。後任に前ウェールズ代表監督コールマンの元で立て直し、夏にモロッコ代表エル・カービを獲得するも6位に終わった。シーズン終了後にエルナネスがサンパウロFCへ移籍。
2021年
河北華夏幸福足球倶楽部から河北足球倶楽部に改称。
2023年
4月6日、親会社の債務問題に起因し、解散。

## クラブ名の変遷
- 2011年 河北依林山庄 (Hebei Yilinshanzhuang)
- 2012年 - 2014年 河北中基 (Hebei Zhongji)
- 2015年 - 2020年 河北华夏幸福 (Hebei China Fortune)
- 2021年 - 2023年 河北 (Hebei)

## 過去の成績
| シーズン | リーグ     | 試 | 勝 | 分 | 敗 | 得 | 失 | 差  | 点 | 順位 | FAカップ     |
| -------- | ---------- | -- | -- | -- | -- | -- | -- | --- | -- | ---- | ------------ |
| 2011     | 乙級リーグ | 14 | 4  | 4  | 6  | 14 | 16 | -2  | 16 | 05位 | -            |
| 2012     | 乙級リーグ | 26 | 18 | 7  | 1  | 50 | 11 | +39 | 59 | 06位 | 2回戦敗退    |
| 2013     | 乙級リーグ | 19 | 11 | 4  | 4  | 40 | 13 | +27 | 27 | 02位 | 2回戦敗退    |
| 2014     | 甲級リーグ | 30 | 6  | 11 | 13 | 31 | 54 | -23 | 29 | 14位 | 2回戦敗退    |
| 2015     | 甲級リーグ | 30 | 18 | 6  | 6  | 53 | 30 | +23 | 60 | 02位 | 4回戦敗退    |
| 2016     | 超級リーグ | 30 | 11 | 7  | 12 | 34 | 38 | -4  | 40 | 07位 | 準々決勝敗退 |
| 2017     | 超級リーグ | 30 | 15 | 7  | 8  | 55 | 38 | +17 | 52 | 04位 | 4回戦敗退    |
| 2018     | 超級リーグ | 30 | 10 | 9  | 11 | 46 | 50 | −4  | 39 | 06位 | ベスト16     |
| 2019     | 超級リーグ | 30 | 9  | 6  | 15 | 37 | 55 | −18 | 33 | 11位 | 4回戦敗退    |
| 2020     | 超級リーグ | 20 |    |    |    |    |    |     |    | 8位  |              |

2020シーズンは新型コロナウイルス感染拡大の影響により、8チームずつ2つのグループに分かれて予選を行い、各グループ上位4チーム計8チームが優勝を争う決勝トーナメントに、下位4チーム計8チームが降格を争う残留プレーオフに進む形で開催された。

## 歴代監督
- ネルソン・アグレスタ 2013-2014
- ラドミル・アンティッチ 2015
- 李鉄 2015-2016
- マヌエル・ペレグリーニ 2016-2018
- クリス・コールマン 2018-2019
- 謝峰 2019-2021

### GK
- 楊程 2015-2020

### DF
- 杜威 2015-2017
- エルサン・ギュリュム 2016-2018
- 高准翼 2016-2019

### MF
- ガエル・カクタ 2015-2018
- ステファーヌ・エムビア 2016-2018

・🇦🇷マスチェラーノ2018-2019

### FW
- 汪洋 2014-2017
- 董学升 2016-2020
- エセキエル・ラベッシ 2016-2019
- ジェルヴィーニョ 2016-2018
- アロイージオ 2016-2017
- アユブ・エル・カービ 2018-2020
- マルコス 2019-2021